# Adriana Lua
Adriana Vieira da Silva, mais conhecida pelo seu nome artístico Adriana Lua (Rio de Janeiro, 21 de janeiro de 1980) é uma cantora e compositora brasileira. 

## Biografia
Aos quatro anos, a sua voz já dava muito que falar. O seu interesse para ter uma carreira musical é muito marcado também pelas imensas vezes que ia cantar nas igrejas. Adriana participou então em diversos concursos musicais com a sua irmã mais velha e vencendo em quase todos eles. Em um desses concursos, foi tão elogiada pelo seu potencial como cantora que chegou a ser convidada a gravar um CD na cidade de São Paulo, porém não teve oportunidade de aceitar o convite devido a não poder viajar sozinha e os pais não terem possibilidades para tal. Anos depois a sua família teve mais possibilidades financeiras e com dez anos de idade, Adriana foi morar para a cidade de Recife, junto da sua família. Viveu um pouco de tudo, estudou enfermagem, colégio militar, chegou também a trabalhar no McDonald's e numa loja de roupa para bebé. Foi com 17 anos que começou a sua carreira musical, inicialmente cantando apenas em bares acompanhada pelo seu adorado violão e mais tarde, cantando em várias conhecidas bandas de forró. Com o passar do tempo, a adolescente foi atraindo cada vez mais público, mais críticas positivas e o seu sucesso estava a aumentar a olhos vistos. No ano de 1999, decidiu abandonar o curso de enfermagem, largando os estudos para ir atrás do seu maior sonho. Poucos anos depois, em Maio de 2004, a cantora lançou o seu primeiro álbum com o apoio da gravadora Espacial, "Adriana", composto pelas músicas Dandalunda, Muchéché, Perdido de Amor, Toneladas de Desejo e Sorte Grande. Adriana Lua passou a ser um nome de grande sucesso no que toca a música axé, a cantora chegou até a ser considerada a artista revelação da Bahia e uma das melhores vozes do Carnaval, mas em 2004, viajou para Lisboa, Portugal com o objetivo de divulgar a música brasileira. A viagem para Portugal começou por ser um convite feito pela sua editora apenas para a divulgação, mas a sua estadia foi se prolongando e a cantora foi tão bem recebida e tão encantada com o "país do fado" que decidiu permanecer até aos dias de hoje. Ainda no mesmo ano, encontrou o amor da sua vida, um homem português, casou-se e construiu a sua família (tem uma filha de 10 anos) em Portugal, então deixou automaticamente de pôr em questão voltar para o seu país natal. 
Atualmente, Adriana Lua, a diva dos caracóis, é um grande êxito em Portugal e é mais conhecida pelos seus concertos e presenças nos festivais de Domingo que passam em direto nos canais televisivos portugueses, principalmente na SIC e na TVI.

## Discografia
- Sem Você (2013)[2]
- Ao Vivo (2012)[3]
- Adriana Lua (2010)[4]